# Arctiarpia fluviatalis
Arctiarpia fluviatalis är en fjärilsart som beskrevs av Rothschild 1922. Arctiarpia fluviatalis ingår i släktet Arctiarpia och familjen björnspinnare. Inga underarter finns listade i Catalogue of Life.